# 탁스코

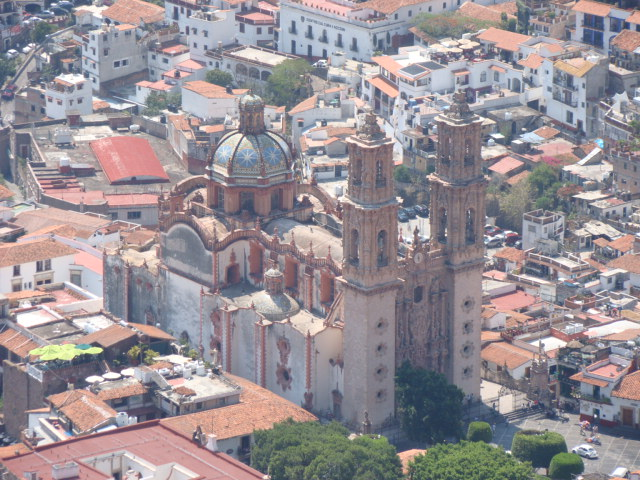
산타 프리카 교회

탁스코(스페인어: Taxco)는 멕시코 게레로주에 위치한 작은 도시로 면적은 347km2 이고 해발고도 1,778m에 위치하여 있어 기후가 온화하다. 인구는 39,587명(2005년 기준)이다. 정식 명칭은 탁스코데알라르콘(Taxco de Alarcón)이다. 탁스코는 이굴라 시에서 36km(22마일) 떨어져 있고, 멕시코 시티에서 남서쪽으로 100km 떨어져 있다.
'은의 도시'로 불릴 만큼 은 세공 기술이 뛰어나며 많은 공방들이 성업 중에 있다. 원래 탁스코(Taxco)라 불리던 원주민 공동체는 현재의 위치에서 남쪽으로 약 10km 떨어진 곳에 있었으나, 은 광맥이 발견된 후 채굴을 위해 코르테스가 도시를 만든 후 탁스코(Taxco)라 부르기 시작했다. 도시가 건설되기 이전에는 테텔싱고(Tetelcingo)라 불리던 지역이었다.
스페인의 식민 통치 시대 이전부터 은을 채굴하였는데 원주민들은 장식과 의식을 목적으로 채취했다. 스페인 정복자들이 1529년에 은 광맥을 발견하였고 1534년 경부터 처음으로 은을 스페인으로 수출하였다. 오늘날 광업은 더 이상 도시 경제의 버팀목이 아니지만 은과 다른 금속을 채굴하고 보석, 은식기, 은세공 제품이 유명하다. 식민지 시대의 면모를 그대로 간직한 시가지는 정부에서 보호하고 있으며, 새로운 건축을 금지하고 있다. 멕시코에서 가장 아름다운 도시 중에 하나라는 평가가 있다. 그림 같은 집들과 주변 풍경들이 잘 어우러진 도시는 관광업으로 주요 경제 활동이 이루어지고 있다. 목화·커피·잎담배·곡물 등의 농산물도 산출된다.

## 역사

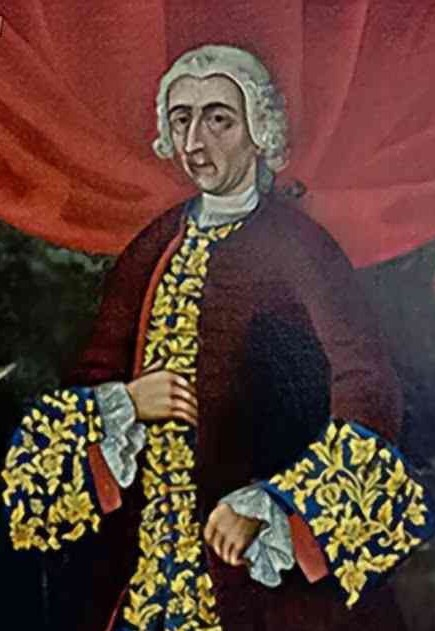
호세 데 라 보르다(1700~1778)

아즈텍 제국을 점령하고 현 멕시코 일대에 누에바에스파냐를 식민지를 건설한 코르테스의 명령을 받은 스페인 군인들이 군용 대포를 생산하기 위해 구리와 주석 광산을 탐사 했다. 탐사대는 주석으로 추정되는 광물 샘플을 가지고 돌아왔는데 분석결과 은이라고 판명되었다. 다시 탐사에 나선 스페인 군은 1529년에 은 광맥을 발견하였다. 곧 채굴을 위해 새로운 공동체를 건설하여 탁스코라고 명명하였으며 1534년부터 본격적인 채굴이 진행되었다.
시간이 흘러 매장량이 바닥을 들어낼쯤, 프랑스에서 이주해온 호세 데 라 보르다(1700~1778)가 1743년에 거대한 규모의 은광을 발견하면서 탁스코는 다시 한번 광산 도시로서 번영을 누리게 되었댜. 거부가 된 호세 데 라 보르다는 산타 프리스카 교회(Church of Santa Prisca)를 세웠다.
식민지 시대 대부분 동안 이 지역은 인구가 적은편이었다. 이 때문에 멕시코시티의 속국으로 통치되었다. 1850년 근대 국가가 만들어졌을 때, 탁스코는 같은 이름의 자치단체로 선택되었다. 이 지역에서 유일하게 규모가 큰 마을이었기 때문에 여러 차례 다른 분쟁을 겪으면서 여러 차례 빼앗겼다. 멕시코 독립 전쟁 중, 1815년 헤르메닐도 갈레아나가 점령했다. 개혁 전쟁 중, 1865년 포르피리오 디아즈가 차지했다. 멕시코 혁명 중 1911년 예수 모란과 마르가리토 자일스가 점령했고 1916년 카란자의 군대가 점령했다.
은 세공은 300년 이상을 지역 산업으로 이어져 내려왔으나 영세성을 면치 못하고 있었다. 그런데 1920년대에 미국에서 이주해온 미국인 윌리엄 스프래틀링(William Spratling)이 공방을 만들고 생산된 제품을 미국으로 수출하면서 은 가공과 은 세공 산업이 활기를 띄기 시작하였다. '은의 도시'라는 명성답게 도심에는 수백 개의 은공방과 은 가공품 판매상점들이 있다.

## 기후
탁스코axco의 기후는 온화하며 평균 최고 기온은 약 27°C(81° F)이고 연평균 최저 기온은 약 17°C(63° F)이다. 건기는 11월부터 4월까지 지속되며, 일반적으로 6월부터 9월까지 비가 내린다. 이런 기후는 이례적으로 8월 장마철에 사상 최고치를 기록했다.
| Taxco의 기후                          | Taxco의 기후 | Taxco의 기후 | Taxco의 기후 | Taxco의 기후 | Taxco의 기후 | Taxco의 기후 | Taxco의 기후 | Taxco의 기후 | Taxco의 기후 | Taxco의 기후 | Taxco의 기후 | Taxco의 기후 | Taxco의 기후    |
| 월                                    | 1월          | 2월          | 3월          | 4월          | 5월          | 6월          | 7월          | 8월          | 9월          | 10월         | 11월         | 12월         | 연간            |
| ------------------------------------- | ------------ | ------------ | ------------ | ------------ | ------------ | ------------ | ------------ | ------------ | ------------ | ------------ | ------------ | ------------ | --------------- |
| 역대 최고 기온 °C (°F)                | 31.0 (87.8)  | 30.0 (86.0)  | 35.0 (95.0)  | 35.0 (95.0)  | 36.0 (96.8)  | 34.5 (94.1)  | 37.0 (98.6)  | 39.0 (102.2) | 38.5 (101.3) | 36.5 (97.7)  | 37.0 (98.6)  | 35.0 (95.0)  | 39.0 (102.2)    |
| 일평균 최고 기온 °C (°F)              | 25.1 (77.2)  | 26.2 (79.2)  | 28.3 (82.9)  | 28.7 (83.7)  | 27.7 (81.9)  | 27.2 (81.0)  | 26.4 (79.5)  | 26.5 (79.7)  | 25.7 (78.3)  | 26.4 (79.5)  | 25.9 (78.6)  | 25.0 (77.0)  | 26.6 (79.9)     |
| 일일 평균 기온 °C (°F)                | 20.7 (69.3)  | 21.4 (70.5)  | 22.9 (73.2)  | 23.4 (74.1)  | 22.7 (72.9)  | 22.4 (72.3)  | 22.1 (71.8)  | 22.1 (71.8)  | 21.6 (70.9)  | 21.9 (71.4)  | 21.2 (70.2)  | 20.6 (69.1)  | 21.9 (71.4)     |
| 일평균 최저 기온 °C (°F)              | 16.3 (61.3)  | 16.7 (62.1)  | 17.6 (63.7)  | 18.1 (64.6)  | 17.8 (64.0)  | 17.6 (63.7)  | 17.8 (64.0)  | 17.7 (63.9)  | 17.4 (63.3)  | 17.4 (63.3)  | 16.6 (61.9)  | 16.1 (61.0)  | 17.3 (63.1)     |
| 역대 최저 기온 °C (°F)                | 11.0 (51.8)  | 10.0 (50.0)  | 12.0 (53.6)  | 12.0 (53.6)  | 11.0 (51.8)  | 14.0 (57.2)  | 11.0 (51.8)  | 9.5 (49.1)   | 12.0 (53.6)  | 10.0 (50.0)  | 13.0 (55.4)  | 11.0 (51.8)  | 9.5 (49.1)      |
| 평균 강수량 mm (인치)                 | 13.9 (0.55)  | 9.2 (0.36)   | 9.7 (0.38)   | 29.4 (1.16)  | 84.2 (3.31)  | 240.7 (9.48) | 184.8 (7.28) | 226.0 (8.90) | 251.6 (9.91) | 85.9 (3.38)  | 13.0 (0.51)  | 10.5 (0.41)  | 1,158.9 (45.63) |
| 평균 강수일수 (≥ 0.1 mm)              | 0.7          | 0.8          | 1.3          | 2.6          | 5.4          | 15.4         | 13.1         | 12.9         | 14.7         | 5.7          | 1.1          | 0.9          | 74.6            |
| 출처: Servicio Meteorológico Nacional |              |              |              |              |              |              |              |              |              |              |              |              |                 |